# عميل الحب (مسلسل)
عميل الحب أو دون أن تشعر (بالتركية: Ruhun Duymaz) هو مسلسل تلفزيوني درامي تركي؛ عرض على قناة فوكس التركية من 24 يوليو الى 23 سبتمبر 2023.

## الممثلون

### الرئيسيون
- شكري أوزيلديز، بدور أونور قاراص:[11] العميل الرئيسي في MIT؛ رئيس فريق المخابرات الخاص به؛ صانع مجوهرات؛ ابن بايهان؛ صديق إيجه.
- بورجو أوزبرك، بدور إيجه تشتينل: لصة ماهرة؛ شيف ذواقة؛ أخت إيليف؛ صديقة أونور.

### المتكررون
- توغرول توليك، بدور جيفان كورال: رئيس شركة مجوهرات كورال؛ تاجر ألماس؛ شقيق هيلال ومراد؛ حبيب إيجه من جهة واحدة.
- أصلي سومين، بدور هيلال كورال: ماجستير إدارة الأعمال؛ عضو أساسي في شركة مجوهرات كورال؛ شقيقة جيفان ومراد؛ خطيبة أونور الكاذبة السابقة.
- أولكو دورو، بدور أيلة قاراص: أول عميلة في MIT؛ عضو في فريق المخابرات التابع لأونور؛ أخت بايهان؛ خطيبة موفيت؛ عمة أونور.
- شهسوفار أكتاش، بدور موفيت: خبير في المجوهرات؛ أفضل صديق طفولة لبايهان؛ خطيبة أيلة؛ والد أونور الأمومي.
- قادر بولاتشي، بدور علي: عميل في فريق المخابرات التابع لأونور؛ حبيب ميليك.
- إلغاز كايا، في دور ميليك: عميل في فريق المخابرات التابع لأونور؛ حبيب عاطفي لميليك.
- بوراك أجار، بدور ميليح: عميل في فريق المخابرات التابع لأونور؛ حبيب من جهة واحدة لميليك.
- ميرت أونر، بدور موستي: أفضل صديق طفولة لإيجه وأخ غير رسمي.
- سيركان بيشيروغلو، بدور قادير توران: عميل أمان؛ حارس شخصي لجيفان وهيلال.
- جورسو جور، بدور مراد كورال: شقيق جيفان وهيلال؛ زوج سلفي.
- فوندا كاديوغلو، بدور سلفي كورال: زوجة مراد.
- سينا كاليب، بدور إيليف تشتينل: أخت إيجه؛ أخت متبناة لجيفان وهيلال ومراد.
- إمري أوزكان، بدور هازار: تاجر مخدرات وأسلحة؛ ولي أمور إيجه وموستي.
- زوهال جينسر، بدور هاندان كورال: والدة جيفان وهيلال ومراد؛ والدة متبنية لإيليف.
- ألبر توريدي، بدور فيروز: رئيس وكالة المخابرات MIT؛ صديقة أيلة.
- بيرين تكتاش، بدور إيجه تشتينل الصغيرة "مافي": أخت إيليف؛ أفضل صديق لموستي.
- علي جيسيم يلديز، بدور موستي الصغير: أفضل صديق لإيجه وأخ غير رسمي.
- يونس إمري أورهان، بدور مرافق هازار.

## حلقات

### ملخص
| الموسم | الحلقات | الحلقات | الأصلي        | الأصلي         | الأصلي |
| الموسم | الحلقات | الحلقات | الأول         | الأخير         | الشبكة |
| ------ | ------- | ------- | ------------- | -------------- | ------ |
| 1      | 9       | 9       | 24 يوليو 2023 | 23 سبتمبر 2023 | فوكس   |

### الموسم 1 (2023)
| الحلقات | العنوان                          | المخرج        | الكاتب          | تاريخ الإصدار الأصلي |
| --- | -------------------------------- | ------------- | --------------- | -------------------- |
| 1 | «لن تعلم أبداً»                   | أيتاج تشيتشيك | أيشا أونر كوتلو | 24 يوليو 2023        |
| أونور قاراص، وكيل ناجح، يطارد تاجر الماس جيفان كورال لعدة أشهر. يقوم بتزييف علاقة مع هيلال، أخت جيفان، للحصول على دخول إلى منزلهم. يحافظ على علاقة بعيدة معها لأنه يتظاهر فقط بأن يكون معها لتحقيق هدفه. يواجه خطة أونور لالقاط جيفان عقبة عندما يلتقي بإيجه، صديقة هيلال. إيجه تشعر بالشك تجاه أونور ويصبحون عن غير قصد متورطين في عمليته السرية، مما يسبب الفوضى والاضطراب.            |                                  |               |                 |                      |
| 2 | «السرقة»                         | أيتاج تشيتشيك | أيشا أونر كوتلو | 31 يوليو 2023        |
| يتبين أن إيجه في الواقع لصة. يبدأ جيفان في التأثر بإيجه، مما يمنحها الفرصة لدخول منزل عائلة كورال والحصول على معلومات للعملية. يقرر أونور وإيجه التعاون. |                                  |               |                 |                      |
| 3 | «خطة هروب الكرامة»               | أيتاج تشيتشيك | أيشا أونر كوتلو | 7 أغسطس 2023         |
| يقرر أونور سرقة قلادة الماس الشهيرة لعائلة كاميريان من المزاد الذي ينظمه عائلة كورال. هدفه هو تدمير سمعة جيفان، ومنعه من الفرار إلى الخارج. بينما يخطط إيجه وأونور للسرقة، تواجه أيلة أونور. تحذره من المشاكل التي يمكن أن يسببها العمل مع لصة. كما تسأله عن مشاعره المتزايدة تجاه إيجه. ينكر أونور ذلك ويؤكد أنهما يعملان معًا فقط من أجل نجاح العملية.                                  |                                  |               |                 |                      |
| 4 | «طلقة الشرف»                     | أيتاج تشيتشيك | أيشا أونر كوتلو | 14 أغسطس 2023        |
| تنجح إيجه وأونور في سرقة قلادة كاميريانلار الثمينة، ولكن إيجه تفرغها بطريق الخطأ خلال محاولتهما الهروب. يتنكرون لأنفسهم لاستعادة القلادة. يشعر كل منهما بجذب نحو الآخر في محاولاتهما لتحقيق المهمة. |                                  |               |                 |                      |
| 5 | «كاذبة أونور لإيجه»              | أيتاج تشيتشيك | أيشا أونر كوتلو | 21 أغسطس 2023        |
| ينقذ أونور حياة إيجه عندما يصل رجال هازار المسلحون إلى موعد عشاء إيجه وجيفان. يصبح جيفان وهيلال شكاكين في أونور. تشعر أيلة بالقلق بشأن تعرض أونور للخطر وحياته من أجل إيجه. تحذره من أنه لديه ضعف لها. على الرغم من المقاومة، يدرك أونور أنه لا يستطيع إيقاف مشاعره تجاه إيجه. تنمو مشاعر أونور وإيجه تجاه بعضهما البعض أكثر بينما يتعرفون على بعضهما البعض أفضل في وسط الاقتراب الكبير. |                                  |               |                 |                      |
| 6 | «إيجنور لا يمكنهما مقاومة الحب!» | أيتاج تشيتشيك | أيشا أونر كوتلو | 27 أغسطس 2023        |
| يكذب أونور على إيجه بأن إليف ليست شقيقتها حتى لا تترك العملية وجانبه. إيجه مكسورة القلب وتبكي. يتشظى ضميره عندما تحتضنه وتشكره على مساعدته. ترى هيلال هم، لكن أونور يبتكر قصة. هيلال ليست مقتنعة تمامًا بشأن دوافع إيجه لذا تستأجر محققًا خاصًا وتطلب منه التجسس عليها. |                                  |               |                 |                      |
| 7 | «لماذا هنا؟»                     | أيتاج تشيتشيك | أيشا أونر كوتلو | 9 سبتمبر 2023        |
| بعد أن يستسلم إيجه وأونور لقبلة خلال مهمة المستودع، تكون مشاعرهم في أوجها. يحصلون على دليل ضد جيفان ويتوجه أونور إلى بلغاريا للقبض على هازار. تستعجل أيلة وإيجه إلى المستشفى عندما يكتشفون أن شخصًا ما أصيب. إيجه مرتاحة عندما تعلم أن أونور لم يصب بأذى. |                                  |               |                 |                      |

## روابط خارجية
- عميل الحب على موقع IMDb (الإنجليزية)
- عميل الحب على موقع قاعدة بيانات الأفلام العربية
- عميل الحب على موقع فيلمافينيتي (الإسبانية)
- عميل الحب على موقع كينوبويسك (الروسية)
- عميل الحب على موقع قاعدة بيانات الفيلم (الإنجليزية)
- فوكس'على موقعها الرسمي Ruhun Duymaz
- . على يوتيوب
- ruhunduymaztv على تويتر.
- عميل الحب على إنستغرام
- عميل الحب  على فيسبوك.
- عميل الحب  في قاعدة بيانات الأفلام على الإنترنت (بالإنجليزية)
- * الترويج للمقطورة الأولى